# Amt Schillingsfürst
Das Amt Schillingsfürst war ein Amt der Grafen zu Hohenlohe mit Sitz in Schillingsfürst.  
Zum Fraischbezirk gehörten unbestritten Bellershausen, Schillingsfürst, Stilzendorf, Wildenholz, Wittum und Ziegelhütte. Über weitere Orte bestanden lang andauernde Streitigkeiten, die 1710 endgültig beigelegt werden konnten. Seitdem gehörten außerdem zu dem Fraischbezirk Altengreuth, Ebertsmühle, Faulenberg, Gaishof, Gastenfelden jenseits des Bachs, Höfstetten, Leipoldsberg, Neureuth, Neuweiler, Schönbronn, Schorndorf, Sengelhof, Speierhof und Traisdorf.
Das Amt Schillingsürst verwaltete die grundherrliche Ansprüche in folgenden Orten (in Klammern, soweit bekannt, sind die hohenlohischen Anwesen und die Gesamtzahl der Anwesen angegeben nach dem Stand im 18. Jahrhundert):
- unmittelbar: Altengreuth, Bellershausen (42/42), Bockenfeld (19), Brunst (4/22), Diebach (17/42), Eckartsweiler (4/19), Eichholz (4/4), Faulenberg (5), Froschmühle (1/1), Gastenfelden (15/17), Geslau (1/40), Gunzendorf (23/30), Morlitzwinden (6/7), Neureuth (11/11), Schillingsfürst, Schönbronn (24/24), Schorndorf (16/16), Schwand (4/13), Schweikartswinden (3/5), Stilzendorf (21/22), Traisdorf (2/16), Untermühle (1/1), Wildenholz (31/31), Wittum (3/3), Wohnbach (6/10) und Ziegelhütte (6/6);
- mittelbar für die Pfarrei Gastenfelden: Gastenfelden (2/17).[2]

In niedergerichtlichen Befugnissen kam es durch einen Vertrag zwischen Hohenlohe und Preußen, der am 15. Oktober 1803 geschlossen wurde, zu einem Austausch der jeweils fremdherrischen Untertanen des Amtes Schillingsfürst und Ansbach-Bayreuth. Zudem gelangte auch Gastenfelden diesseits des Bachs und Leipoldsberg an Schillingsfürst, während Wildenholz an Ansbach-Bayreuth kam.
1806 wurde das Amt Schillinsfürst aufgelöst und fiel an das Königreich Bayern. 1821 wurde das Herrschaftsgericht Schillingsfürst gebildet, das im Umfang in etwa dem Amt Schillingsfürst entsprach.